# Batallón de Transmisiones Potsdam A
El Batallón de Transmisiones Potsdam A (Nachrichten-Abteilung Potsdam A) fue un Batallón de transmisiones del Ejército alemán (Heer) durante la Segunda Guerra Mundial.

## Historia
Formado el 1 de octubre de 1934 desde el 3º Batallón de Transmisiones (Prusia). El 15 de octubre de 1935 es renombrado Batallón de Transmisiones de la 3° División de Infantería